# Ryzosfera

Schemat ryzosfery. A=Ameba; BL=Bakterie ograniczone źródłem energii; BU=Bakterie nieograniczone źródłem energii; RC=Strefa podwyższonego stężenia związków węgla pochodzących z korzenia; SR= Obumarłe komórki włośników; F=Strzępka grzyba; N=Nicienie.

Ryzosfera – przestrzeń obejmująca powierzchnię korzenia, otaczającą go glebę oraz komórki kory. Jest to strefa intensywnej działalności mikrobiologicznej i relacji między rośliną, glebą a mikroorganizmami. Różni się składem od innych części gleby i wpływa na obieg azotu. Stymuluje rozwój bakterii, zarówno pod względem ilości, jak i zróżnicowania, natomiast wpływa ograniczająco na zróżnicowanie grzybów. W ryzosferze obserwuje się znacznie wyższą zawartość substratów pierwotnych, które dostarczane są  przez wydzieliny korzeniowe. Zaobserwować tu można zwiększone tempo bioremediacji organicznych zanieczyszczeń.

## Ryzodepozycja
Ryzodepozycja jest to uwalnianie lub utrata związków (ryzodepozytów) z korzeni roślin do otaczającego środowiska glebowego – ryzosfery. Ryzodepozycja napędza interakcje między roślinami, glebą i populacjami drobnoustrojów, kontroluje wiele ekologicznych funkcji gleby, w tym dostępność i mobilizację składników odżywczych, tworzenie agregatów glebowych oraz sekwestrację węgla.

## Ryzodepozyty
Ryzodepozyty są to uwalniane przez rośliny związki, które stanowią łatwo przyswajalne substraty. Obecność tych substancji wzmaga kometaboliczne przekształcanie zanieczyszczenia przez mikroorganizmy zasiedlające ryzosferę.  Ryzodepozyty obejmują komórki nasady korzeniowej, lizaty, wydzieliny, wysięki korzeniowe oraz śluz. Ilość wydzielanych substancji (ryzodepozytów) zależy w dużym stopniu od wieku rośliny, największa jest u szybko rosnących, młodych roślin, w najbardziej aktywnej części korzenia, pomiędzy wierzchołkiem a strefą włośnikową.
Ryzodepozyty znajdujące się w pobliży wierzchołka korzenia bądź też jego nasady stanowią od 2–12% całkowitego osadzenia kłącza u rosnących korzeni.

## Wybrane związki organiczne wydzielane przez korzenie roślin
| Rodzaj związku                  | Nazwa substancji |
| ------------------------------- | --- |
| Cukry                           | arabinoza, glukoza, fruktoza, galaktoza, maltoza, mannoza, ramnoza, ksyloza, deoksyryboza                                |
| Aminokwasy                      | arginina, asparagina, cysteina, glutamina, histydyna, leucyna, metionina, prolina, treonina, tryptofan, tyrozyna, walina |
| Kwasy organiczne                | askorbinowy, masłowy, mrówkowy, fumarowy, glikolowy, mlekowy, pirogronowy, bursztynowy                                   |
| Kwasy tłuszczowe                | linolowy, oleinowy, palmitynowy, stearynowy                                                                              |
| Sterole                         | campesterol, cholesterol, sitosterol, stygmasterol                                                                       |
| Czynniki wzrostu i witaminy     | kwas p-aminobenzoesowy, biotyna, cholina, niacyna, tiamina, ryboflawina                                                  |
| Enzymy                          | amylaza, inwertaza, peroksydaza                                                                                          |
| Flawonoidy i puryny/ nukleozydy | adenina, flawonon, guanina, urydyna                                                                                      |